# Kevin Flores
Kevin Andrés Flores Senecal (Valparaíso, Región de Valparaíso, Chile, 1 de enero de 1995) es un futbolista chileno. Juega de mediocampista y su equipo actual es Deportes Puerto Montt de la Segunda División Profesional de Chile. Cabe mencionar que es hijo del exfutbolista Cristián "Pistola" Flores.

## Trayectoria
Formado en las divisiones inferiores del Santiago Wanderers de Valparaíso desde los nueve años, destacó en la serie sub-16 logrando un subcampeonato lo cual lo llevaría a entrenar en el equipo de suplentes del primer equipo de la mano del técnico Juan Manuel Llop para luego ser subido de forma oficial por el técnico Héctor Robles para asumir el Clausura 2011. Su debut terminaría siendo un año después en la Copa Chile 2012 en la derrota de su equipo frente a Santiago Morning.
Luego de tener poca continuidad en su equipo, el 2015 pese a que tenía todo acordado para llegar a préstamo al First Vienna FC de la Liga Regional de Austria tuvo problemas con los caturros quienes le negaron la opción de partir. En 2016 no vería acción en partidos oficiales por lo que parte a prueba al Correcaminos de la UAT de la Liga de Ascenso de México donde no quedaría seleccionado por lo que debe regresar a Chile donde no tendría espacio en su club formador fichando por Trasandino de la Segunda División.

## Selección nacional
Ha sido convocado a selecciones sparring de la Selección de fútbol de Chile y a sus categorías sub-20 pero no ha participado en torneos de la categoría.

## Estadísticas

### Clubes
| Santiago Wanderers · Chile       | 1.ª           | 2012          | —  | — | 1 | 0 | —  | —  | 1  | 0 |
| Santiago Wanderers · Chile       | 1.ª           | 2013          | —  | — | — | — | —  | —  | 0  | 0 |
| Santiago Wanderers · Chile       | 1.ª           | 2013-14       | 1  | 0 | 1 | 0 | —  | —  | 2  | 0 |
| Santiago Wanderers · Chile       | 1.ª           | 2014-15       | 2  | 0 | 2 | 0 | —  | —  | 4  | 0 |
| Santiago Wanderers · Chile       | 1.ª           | 2015-16       | 6  | 0 | 2 | 0 | -- | -- | 8  | 0 |
| Santiago Wanderers · Chile       | Total club    | Total club    | 9  | 0 | 6 | 0 | 0  | 0  | 15 | 0 |
| Trasandino · Chile               | 3.ª           | 2016-17       | 14 | 0 | — | — | —  | —  | 14 | 0 |
| Trasandino · Chile               | Total club    | Total club    | 14 | 0 | 0 | 0 | 0  | 0  | 14 | 0 |
| Total carrera                    | Total carrera | Total carrera | 23 | 0 | 6 | 0 | 0  | 0  | 29 | 0 |
| (1) Incluye datos de Copa Chile. |               |               |    |   |   |   |    |    |    |   |

## Palmarés

### Campeonatos nacionales
| Título           | Equipo              | País  | Año  |
| ---------------- | ------------------- | ----- | ---- |
| Segunda División | Deportes Concepción | Chile | 2024 |